# Hektor Leibundgut
Hektor Leibundgut (* 1943 in Worb) ist ein Schweizer Theologe, Gymnasiallehrer und Fotograf.
Leibundgut studierte in Bern und Tübingen Theologie. An der Universität Bern war er Assistent für Systematische Theologie und Ethik. Er arbeitete als Gymnasiallehrer für Religion in Bern und Biel. Von 1983 bis 2008 war er Dozent für Theologie, Philosophie und Ethik an der Hochschule für Soziale Arbeit in Bern. Von 1984 bis 2009 war er Redaktor der Zeitschrift Reformatio.
Er ist Mitherausgeber der Gesamtausgabe von Kurt Martis „Notizen und Details, 1964–2007“ (2010). 2011 fand in Bern eine Ausstellung von Leibundguts in Italien aufgenommenen Fotografien von Alltagsszenen statt, zu der auch ein Katalog veröffentlicht wurde.